# Надеждино (Белебеївський район)
Наде́ждино (рос. Надеждино, башк. Надеждино) — село у складі Белебеївського району Башкортостану, Росія. Входить до складу Аксаковської сільської ради.
Населення — 701 особа (2010; 498 в 2002).
Національний склад:
- росіяни — 31 %
- татари — 29 %
- башкири — 27 %